# Páez (Portuguesa)
Páez é um município da Venezuela localizado no estado de Portuguesa.
A capital do município é a cidade de Acarigua.